# برويتوس (مفصليات)
البرويتوس (الاسم العلمي:†Proetus) هو جنس منقرض من ثلاثيات الفصوص يتبع فصيلة البرويتات من رتبة البرويتيات.